# FK Kom Podgorica
Maillots
Le Fudbalski klub Kom Podgorica (en monténégrin : Фудбалскли клуб Ком Подгорица), plus couramment abrégé en FK Kom Podgorica, est un club monténégrin de football fondé en 1958 et basé à Zlatica, une banlieue de Podgorica, la capitale du pays.

## Histoire
Créé en 1958 dans la banlieue de Podgorica, le club joue longtemps dans les divisions inférieures de l'ex Yougoslavie. Durant la saison 1992-1993, le club réussit son plus beau parcours en Coupe de Yougoslavie en atteignant les seizièmes de finale.
Lors de la saison 2003-2004, le FK Kom participe à la première division de Serbie et Monténégro, mais est relégué en fin de saison.
Après l'indépendance du Monténégro, le FK Kom joue en première division du Monténégro, pour la première édition de ce championnat. À la fin de la saison 2009-2010, le club est relégué en division inférieure. Ensuite le club séjourne en deuxième division, avec même un passage en troisième division (2012-2013).
En 2016-2017, le club termine champion de deuxième division, le FK Kom fait son retour en Première Division pour la saison 2017-2018 mais est relégué en fin de celle-ci.

## Palmarès
| Compétitions nationales |
| --- |
| - Championnat du Monténégro D2 (1) : - Champion : 2016-17. - Championnat de Serbie-et-Monténégro D2 (1) : - Champion : 2002-03. - Vice-champion : 2004-05. |

## Personnalités du club

### Présidents du club
- Vesko Miličković

### Entraîneurs du club
- Radislav Dragicević